# Knoxville, Tennessee
Knoxville är en amerikansk stad, belägen i Knox County i delstaten Tennessee. Knoxville är administrativ huvudort (county seat) i Knox County.
Staden har en yta på 254,1 km² och en befolkning på 173 890 inv. (2000) och är därmed den tredje största i Tennessee. Storstadsregionen har en befolkning på 616 079 inv.
Knoxville är centrum i den östra delen av delstaten och grundades i slutet av 1700-talet. Här finns bland annat sätet för University of Tennessee. Industrin är viktig för Knoxville. Jackass-kändisen Johnny Knoxville kommer härifrån.